# Louis Béguin (résistant)
Cet article concerne le militaire et Compagnon de la Libération français. Pour l'homme politique du XVIIIe siècle, voir Louis Béguin (homme politique).
Louis Béguin (Vignoux-sur-Barangeon, 6 octobre 1911 - Mort pour la France à Sant'Ambrogio sul Garigliano le 8 mai 1944) est un militaire français, Compagnon de la Libération. Engagé avant la Seconde Guerre mondiale, il rallie au début de celle-ci les Forces françaises libres et participe avec elles aux campagnes d'Afrique du nord puis à la libération de l'Italie au cours de laquelle il trouve la mort.

## Biographie

### Avant-guerre
Louis Béguin naît le 6 octobre 1911 à Vignoux-sur-Barangeon dans le Cher, d'un père électricien employé à l'Énergie industrielle et d'une mère ouvrière. Après avoir exercé la profession de manœuvre, il décide de s'engager dans l'armée en janvier 1932 et est affecté au 6e régiment de tirailleurs sénégalais basé au Maroc. En 1935, il est muté au 9e régiment d'infanterie coloniale avec lequel il sert en Indochine puis en 1939, il est affecté au Levant au sein du 24e régiment d'infanterie coloniale.

### Seconde Guerre mondiale
Refusant l'Armistice du 22 juin 1940, Louis Béguin et les hommes de sa compagnie sous les ordres du capitaine Raphaël Folliot rallient les Forces françaises libres en Égypte et forment le 1er Bataillon d'infanterie de marine (1er BIM). Quittant Ismaïlia le 6 septembre 1940, Louis Béguin et son unité rejoignent la 7e division blindée britannique avec laquelle ils prennent part à la guerre du désert en Libye. En juin 1941, Louis Béguin fait partie des tout premiers récipiendaires de la Croix de la Libération avant de participer à la campagne de Syrie. De retour en Libye, le 1er BIM, au sein de la 1re brigade française libre indépendante du général Kœnig, s'illustre lors de la bataille de Bir Hakeim à la suite de laquelle le 1er BIM fusionne avec le Bataillon du Pacifique pour former le Bataillon d'infanterie de marine et du Pacifique.
Au sein de cette nouvelle unité, Louis Béguin participe en octobre 1942 à la seconde bataille d'El Alamein puis à la campagne de Tunisie. En mai 1943, il est promu caporal. Débarqué en Italie en avril 1944, il participe à la libération de l'Italie. Le 8 mai 1944, alors que la 1re division française libre s'apprête à lancer la bataille du Garigliano, Louis Béguin est tué par l'explosion d'une mine près du village de Sant'Ambrogio sul Garigliano. Son corps n'a pas pu être récupéré.

## Distinctions et honneurs

### Décorations nationales
- Chevalier de la Légion d'honneur
- Compagnon de la Libération (décret du 7 mars 1941)
- Croix de guerre 1939–1945 (1 citation)
- Médaille coloniale avec agrafes "Libye 1941", "Bir-Hakeim 1942"